# Federación Mexicana de Fútbol Asociación

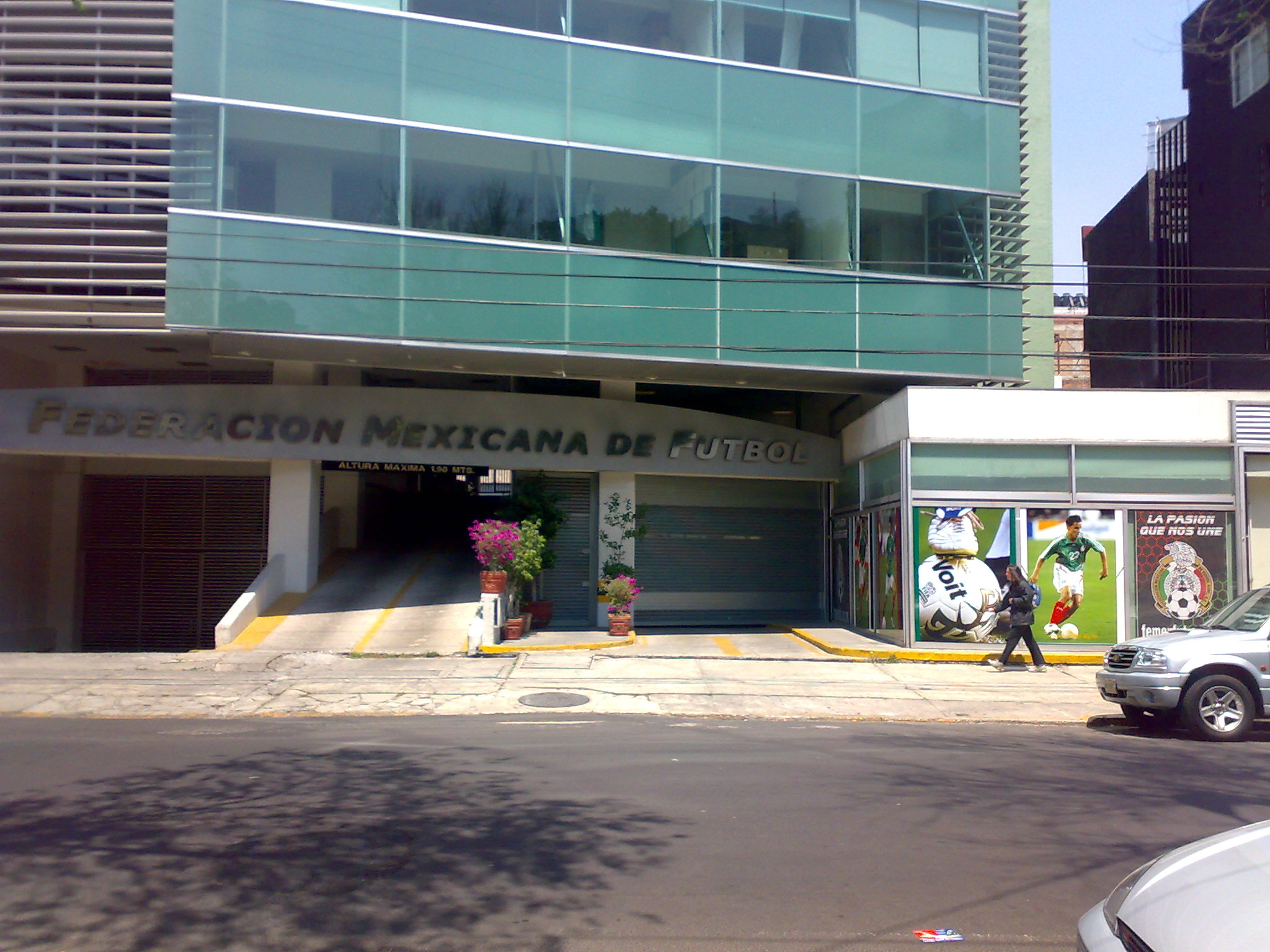

Federación Mexicana de Fútbol Asociación – FMF lub FEMEXFUT (pl. Meksykański Związek Piłki Nożnej) – ogólnokrajowy związek sportowy, działający na terenie Meksyku, posiadający osobowość prawną, będący jedynym prawnym reprezentantem meksykańskiej piłki nożnej (jedenastoosobowej, halowej, plażowej), zarówno mężczyzn, jak i kobiet, we wszystkich kategoriach wiekowych w kraju i za granicą.
FEMEXFUT został założony 23 sierpnia 1927 roku, do FIFA dołączył dwa lata później, natomiast do CONCACAF w 1961 roku. Siedziba związku znajduje się w mieście Meksyk.

## Władze i organy
Comité Ejecutivo FMF (Komitet wykonawczy FMF)
- Decio de María Serrano – prezes
- Enrique Bonilla Barrutia – przedstawiciel Liga MX
- Víctor León Guevara Gallegos – przedstawiciel Ascenso MX
- José del Carmen Vázquez Ávila – przedstawiciel Segunda División
- José Escobedo Corro – przedstawiciel Tercera División
- José Antonio Huizar Espinoza – przedstawiciel Sector Amateur

Comisiones (Komisje)
- Héctor González Iñarritu – przewodniczący Komisji Sędziowskiej
- Victor Garza Valenzuela – przewodniczący Komisji Mediacji i Rozwiązywania Sporów
- Eugenio Rivas Vega – przewodniczący Komisji Dyscyplinarnej
- Álvaro Ortiz Arellano – przewodniczący Komisji Piłkarskiej

Dirección General de Administración y Finanzas (Wydział generalny ds. administracji i finansów)
- Luis Palma Sánchez – dyrektor generalny

Dirección General de Selecciones Nacionales (Wydział generalny ds. reprezentacji narodowych)
- Fernando Cerrilla Cardona – dyrektor operacyjny
- Santiago Baños Reynaud – dyrektor ds. sportowych

Dirección General de Comercialización (Wydział generalny ds. marketingu)
- Diego Suinaga Romero de Terreros – dyrektor generalny

Dirección de Asuntos Internacionales (Wydział ds. międzynarodowych)
- Iñigo Riestra López – dyrektor ds. międzynarodowych

Dirección del Sistema Nacional de Capacitación (Wydział ds. narodowego systemu szkolenia)
- Rafael Mancilla Orvañanos – dyrektor ds. narodowego systemu szkolenia

Prensa (Kontakty z mediami)
- Israel Márquez López – szef ds. mediów

## Selekcjonerzy
| A    | Juan Carlos Osorio | od października 2015 | wakat               | od kwietnia 2016 |
| U-23 | wakat              | od października 2016 | wakat               | od kwietnia 2016 |
| U-20 | Marco Antonio Ruiz | od stycznia 2016     | Roberto Medina      | od grudnia 2015  |
| U-17 | Mario Arteaga      | od lutego 2014       | Christopher Cuéllar | od marca 2016    |

## Struktura ligowa
| Poziom |                       | SENIORZY      | SENIORZY           | SENIORZY      | SENIORZY | SENIORZY |
| Poziom | Mężczyźni             | Mężczyźni     |                    | Kobiety       | Kobiety  |          |
| Poziom | Liga                  | Liczba klubów | Liga               | Liczba klubów |          |          |
| ------ | --------------------- | ------------- | ------------------ | ------------- | -------- | -------- |
| I      | Liga BBVA MX          | 18            | Liga MX Femenil    | 18            |          |          |
| II     | Liga de Expansión MX  | 16            | Super Liga Femenil | 24            |          |          |
| III    | Liga Premier MX       | 25            |                    |               |          |          |
| IV     | Liga TDP MX           | 192           |                    |               |          |          |
| V      | Sector Amateur        | 700+          |                    |               |          |          |
|        | JUNIORZY              |               |                    |               |          |          |
| U-20   | Liga MX Sub-20        | 18            |                    |               |          |          |
| U-17   | Liga MX Sub-17        | 18            |                    |               |          |          |
| U-15   | Liga MX Sub-15        | 18            |                    |               |          |          |
| U-15   | Liga MX Internacional | 8             |                    |               |          |          |
| U-13   | Liga MX Sub-13        | 24            |                    |               |          |          |